# ناغوغي (رواية)
ناغوغي (رواية) للكاتب الفلسطيني حسن حميد. صدرت الرواية لأول مرة عام 2021 عن وزراة الثقافة الفلسطينية، وتقع من 224 صفحة. حصلت الرواية على جائزة نجيب محفوظ لأفضل رواية عربية لعام 2023.

## زمن ومكان الرواية
ظهرت أحداث الرواية في أكثر من مكان كجسر بنات يعقوب، القنيطرة، الناصرة، القدس، دمشق، وأثيوبيا حيث عاش ناغوغي طفولته. لم تتركز الرواية في زمن محدد، وتنقلت بين الماضي حيث كان ناغوغي يعيش طفولته في إثيوبيا، والحاضر بعد أن تم نقله منها وتجنيده مع الاحتلال الإسرائيلي في فلسطين.

## الأسلوب الأدبي
يظهر في الرواية أسلوب السرد الذاتي باستخدام ضمير المتكلم، حيث يروعي ناغوغي قصته من خلال مدونته، التي تترجمها نور، وهي وسيطة فلسطينية، تقوم بنقل قصته إلى اللغة العربية، على الرغم من ماضيه كجندي إسرائيلي وهذا يسلط الضوء على التسامح الفلسطيني. لغة السرد باللغة العربية الفصحى، ويظهر فيها المحسنات البديعية والأبيات الشعرية.

## حول الرواية
تتناول الرواية معاناة اليهود الإثيوبيين في إسرائيل من خلال شخصية ناغوغي الذي يتعرض لنوعين من العنصرية، العنصرية بسبب لون بشرته والعنصرية في إسرائيل بسبب الحرب والاحتلال، ويعيش ناغوغي حياة صعبة في مدينة الناصرة التي تم نقله إليها من وطنه إثيوبيا إلى فلسطين، بعد أن توهم أنه ذاهب إلى الجنة، ثم يتم تجنيده للعمل في المعسكرات، ويشارك في تعذيب الفلسطينيين دون أن يعلم حقيقة الأمر. تكشف الرواية عن التسامح لدى الشعب الفلسطيني، حيث أن ناغوغي يتلقى معاملة إنسانية منهم على الرغم من معاملته القاسية لهم كجندي إسرائيلي، وتُظهر قوة الفلسطينيين في السجون الإسرائيلية حيث أنهم يستمروا في التعليم والإبداع على الرغم من كل الظروف القاسية التي تعصف بهم. يلجأ ناغوغي لأربع علاقات عاطفية مع نساء في محاولة منه للهروب من الواقع القاسي والمعاناة التي يعيشها في دولة الاحتلال، وتنتهي الرواية بعودة ناغوغي إلى وطنه بعد أن أدرك أنه وقع ضحية للنظام الإسرائيلي القمعي.